# 8165 Gnädig
A 8165 Gnadig (ideiglenes jelöléssel 1990 WQ3) a Naprendszer kisbolygóövében található aszteroida. Eric Walter Elst fedezte fel 1990. november 21-én.